# Chauray
Chauray est une commune du Centre-Ouest de la France située dans la banlieue est de Niort, dans le département des Deux-Sèvres, en région Nouvelle-Aquitaine. Plusieurs sociétes y siègent (assurances) et de nombreuses enseignes commerciales sont implantées sur la commune.

## Géographie
La commune de Chauray (7 km de Niort - 64 km de Poitiers - 60 km de La Rochelle) est située dans le département des Deux-Sèvres, en limite Est de Niort.
Cette commune est desservie par :
- L’A10 (à 4 km). Sortie Vouillé n°33 (Niort Sud) / Nœud autoroutier A10-A83 Sortie La Crèche n°32 (Niort Est) ;
- La RD 611 qui relie Niort à Poitiers (à 1 km) ;
- La D948 (à 7 km) ;
- Les  voies  départementales  182, 125 et 107.
- L’autoroute  A83  (Nantes-Niort)  mord l’extrémité Nord du territoire communal, mais aucun accès direct ne dessert Chauray.

### Communes limitrophes
- Échiré
- François
- La Crèche
- Niort
- Saint-Gelais
- Vouillé

### Climat
Pour des articles plus généraux, voir Climat de la Nouvelle-Aquitaine et Climat des Deux-Sèvres.
Historiquement, la commune est exposée à un climat océanique du nord-ouest.  
En 2020, Météo-France publie une typologie des climats de la France métropolitaine dans laquelle la commune est exposée à un climat océanique et est dans la région climatique  Poitou-Charentes, caractérisée par un bon ensoleillement, particulièrement en été et des vents modérés.
Pour la période 1971-2000, la température annuelle moyenne est de 11,9 °C, avec une amplitude thermique annuelle de 14,9 °C. Le cumul annuel moyen de précipitations est de 909 mm, avec 12,4 jours de précipitations en janvier et 7,2 jours en juillet. Pour la période 1991-2020, la température moyenne annuelle observée sur la station météorologique la plus proche, située sur la commune de Niort à 8 km à vol d'oiseau, est de 12,8 °C et le cumul annuel moyen de précipitations est de 846,6 mm,. Pour l'avenir, les paramètres climatiques de la commune estimés pour 2050 selon différents scénarios d’émission de gaz à effet de serre sont consultables sur un site dédié publié par Météo-France en novembre 2022.

## Urbanisme

### Typologie
Au 1er janvier 2024, Chauray est catégorisée ceinture urbaine, selon la nouvelle grille communale de densité à sept niveaux définie par l'Insee en 2022.
Elle appartient à l'unité urbaine de Niort, une agglomération intra-départementale regroupant quatre  communes, dont elle est une commune de la banlieue,,. Par ailleurs la commune fait partie de l'aire d'attraction de Niort, dont elle est une commune de la couronne,. Cette aire, qui regroupe 91 communes, est catégorisée dans les aires de 50 000 à moins de 200 000 habitants,.

### Occupation des sols
L'occupation des sols de la commune, telle qu'elle ressort de la base de données européenne d’occupation biophysique des sols Corine Land Cover (CLC), est marquée par l'importance des territoires agricoles (58,5 % en 2018), en diminution par rapport à 1990 (69,5 %). La répartition détaillée en 2018 est la suivante : 
terres arables (51,7 %), zones urbanisées (25,5 %), zones industrielles ou commerciales et réseaux de communication (16 %), prairies (3,5 %), zones agricoles hétérogènes (3,2 %). L'évolution de l’occupation des sols de la commune et de ses infrastructures peut être observée sur les différentes représentations cartographiques du territoire : la carte de Cassini (XVIIIe siècle), la carte d'état-major (1820-1866) et les cartes ou photos aériennes de l'IGN pour la période actuelle (1950 à aujourd'hui).

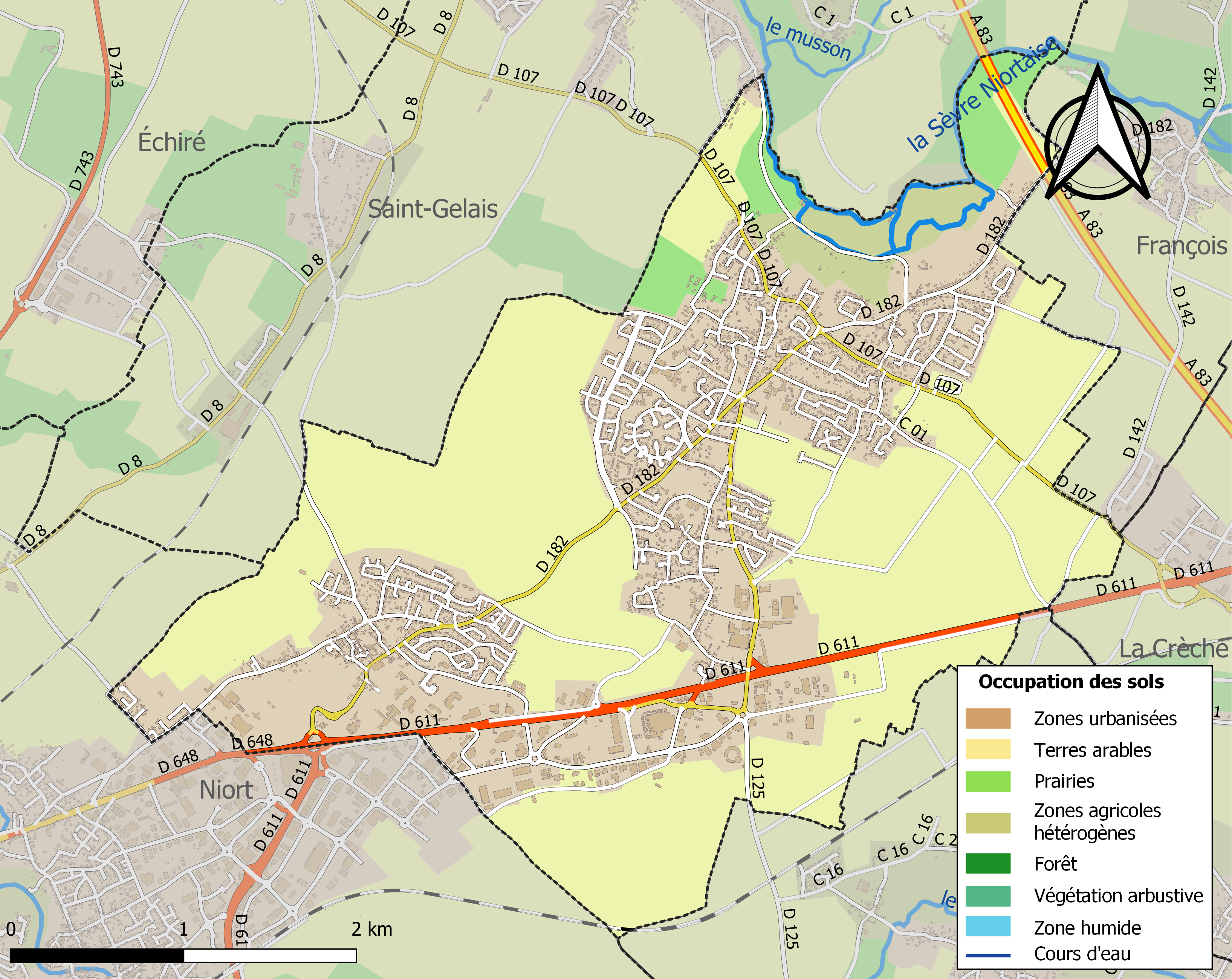
Carte des infrastructures et de l'occupation des sols de la commune en 2018 (CLC).

### Risques majeurs
Le territoire de la commune de Chauray est vulnérable à différents aléas naturels : météorologiques (tempête, orage, neige, grand froid, canicule ou sécheresse), inondations, mouvements de terrains et séisme (sismicité modérée). Il est également exposé à deux risques technologiques,  le transport de matières dangereuses et la rupture d'un barrage. Un site publié par le BRGM permet d'évaluer simplement et rapidement les risques d'un bien localisé soit par son adresse soit par le numéro de sa parcelle.

#### Risques naturels
Certaines parties du territoire communal sont susceptibles d’être affectées par le risque d’inondation par débordement de cours d'eau, notamment la Sèvre Niortaise. La commune a été reconnue en état de catastrophe naturelle au titre des dommages causés par les inondations et coulées de boue survenues en 1982, 1983, 1999, 2010 et 2015,. Le risque inondation est pris en compte dans l'aménagement du territoire de la commune par le biais du plan de prévention des risques inondation (PPRI) de la « Vallée de la Sèvre Niortaise amont », approuvé le 21 mars 2017, dont le périmètre regroupe 17 communes.

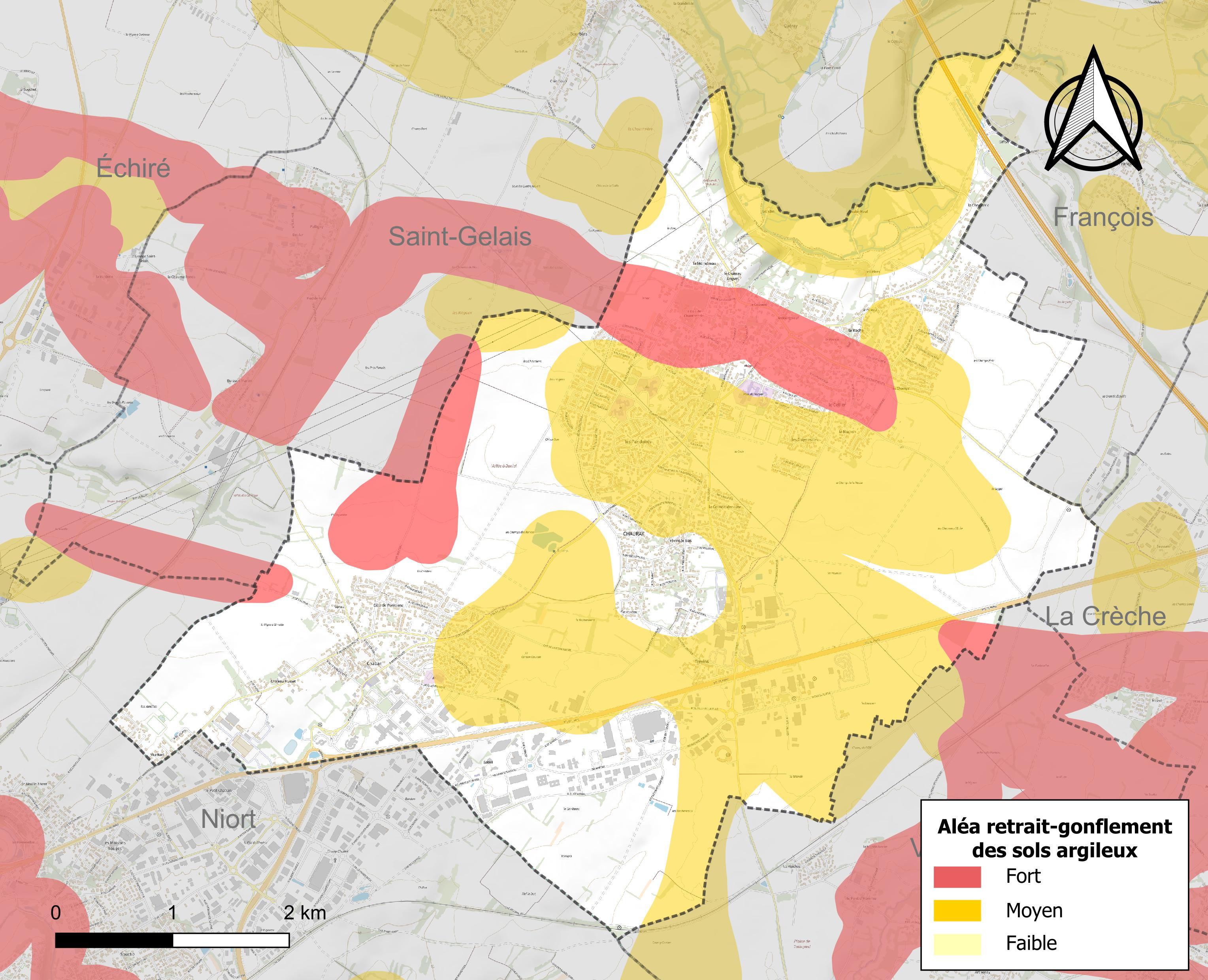
Carte des zones d'aléa retrait-gonflement des sols argileux de Chauray.

Les mouvements de terrains susceptibles de se produire sur la commune sont des tassements différentiels. Le retrait-gonflement des sols argileux est susceptible d'engendrer des dommages importants aux bâtiments en cas d’alternance de périodes de sécheresse et de pluie. 56,2 % de la superficie communale est en aléa moyen ou fort (54,9 % au niveau départemental et 48,5 % au niveau national). Depuis le 1er octobre 2020, en application de la loi ELAN, différentes contraintes s'imposent aux vendeurs, maîtres d'ouvrages ou constructeurs de biens situés dans une zone classée en aléa moyen ou fort,.
La commune a été reconnue en état de catastrophe naturelle au titre des dommages causés par la sécheresse en 1989, 1991, 1992, 1996, 2003, 2005, 2011 et 2017 et par des mouvements de terrain en 1999 et 2010.

#### Risque technologique
La commune est en outre située en aval du barrage de la Touche Poupard, un ouvrage de classe A mis en service en 1995 sur le cours d’eau le Chambon, affluent de la Sèvre Niortaise. À ce titre elle est susceptible d’être touchée par l’onde de submersion consécutive à la rupture de cet ouvrage.

## Histoire

### Préhistoire
Plusieurs sites préhistoriques ont été repérés par des prospecteurs archéologiques. À la Chauvinière, un éperon formé par la confluence de la Sèvre Niortaise et d'une vallée sèche a été barré par un fossé creusé au Néolithique récent ou final. Ce site a été découvert par les prospections aériennes réalisées par Maurice Marsac (1990 Inventaire archéologique par photographie aérienne des abords du Golfe des Pictons, tome 1). Un sondage archéologique réalisé par Marie-Claude Bakkal-Lagarde a révélé une entrée non visible sur les clichés (1989, bulletin de l'Association pour le Développement de l'Archéologie sur Niort et les Environs, no 1).

### De la préhistoire auXIXesiècle
Chauray apparaît pour la première fois en 904 dans un acte de l’abbaye de Saint-Maixent sous le nom de « Vicaria Calriacinse », mais a connu une occupation humaine bien avant cette date.

### Depuis leXIXesiècle
À Trévins Jacques Thibaudeau, entrepreneur de travaux publics reçoit l'autorisation préfectorale pour son installation de distillerie de betteraves le 1er septembre 1864. La méthode de distillation utilisée est celle appelée Champonnoise. L'usine  fonctionne trois mois par an. Le matériel comprend un appareil à distiller avec colonne et sa chaudière, un réchauffoir tubulaire, quatre cuviers de macération en bois de sapin rouge, quatre cuves de fermentation en bois cerclées de fer, un châssis à trois pompes, un laveur et un coupe-racines. Une machine à vapeur de 5 ch provenant des ateliers de M. Bareau, à Niort, est installée pour entraîner les divers mécanismes de l'établissement. Il semble que cet établissement cesse de fonctionner avant 1890. Les locaux sont par la suite transformés en bâtiment rural et en logements.
Au milieu du XIXe siècle, Chauray comptait 600 protestants sur une population d'environ 900 habitants. En 1843, les catholiques avaient retrouvé leur église. La même année, les protestants demandaient la construction d'un temple. Jusqu'alors, faute de local, le pasteur était obligé de prêcher sous quelques balets, voire en plein air, ce qui rendait la célébration du culte bien souvent impossible à cause du mauvais temps.
Par délibération du 10 février 1844, le conseil municipal affecta une partie du cimetière protestant à la construction du temple. La construction du monument posa des problèmes de financement car la commune était pauvre. Une souscription auprès des habitants fut faite et la commune leva un impôt extraordinaire, mais c'est l’État qui supporta l'essentiel du coût de la construction.
Les plans du temple furent dressés par l'architecte parisien Chavonet. L'adjudication des travaux eut lieu le 22 mai 1853 et fut emportée par Bergeron, entrepreneur à la Crèche. En octobre 1854, le temple était achevé. Il restait peu d'argent pour l'aménagement intérieur, aussi accepta-t-on la proposition du consistoire de Niort de céder à Chauray l'ancienne chaire à prêcher du temple de Niort.
Il fut consacré le 31 décembre 1854. En 1990, le culte ayant cessé d'être célébré depuis 20 ans, le temple a été restauré. En 1922, le conseil municipal accepta de prendre à sa charge les réparations de toiture, devenues urgentes. Depuis le début des années 1990, le temple accueille expositions et concerts. Le Temple, véritable puits de lumière, est le cœur de l'activité chauraisienne.

## Politique et administration

### Tendances politiques et résultats

#### Élections municipales du 15 mars 2020
La liste « Ensemble pour Chauray » conduite par Claude Boisson est élue dès le premier tour des élections municipales le 15 mars 2020, avec 58,61 % des voix.

### Liste des maires
| Période   | Période   | Identité         | Étiquette        | Qualité |
| --------- | --------- | ---------------- | ---------------- | --- |
| ca. 1977  | mars 1983 | Émilien Bouin    |                  | |
| mars 1983 | mai 2020  | Jacques Brossard | UDF-CDS puis UMP | Directeur de CFA retraité Député de la 1re circonscription des Deux-Sèvres (1993 → 1997) Conseiller général du canton de Niort-Nord (1994 → 2008) 4e vice-président de la CA du Niortais (2014 → 2020)                                      |
| mai 2020  | En cours  | Claude Boisson   | SE               | Officier de l'Ordre national du Mérite (France) Retraité du service public de l'électricité Colonel de la réserve opérationnelle Vice-président de la CA du Niortais (2020 → ) Vice-président du Syndicat d'Énergie des Deux-Sèvres (SIEDS) |

### Les services publics
Le centre aquatique, centre multimédia, la médiathèque, l’école de musique, la salle omnisports, la salle des fêtes, le pôle administratif, le marché.

### Jumelage
- Schöffengrund (Allemagne) depuis 1990[25]
- Cap-Rouge (Canada) depuis 1991[25]
- Bassar (Togo) depuis 1998[25]

## Population et société

### Démographie
À partir du XXIe siècle, les recensements réels des communes de moins de 10 000 habitants ont lieu tous les cinq ans. Pour Chauray, cela correspond à 2004, 2009, 2014, etc. Les autres dates de « recensements » (2006, etc.) sont des estimations légales.
| 1793 | 1800 | 1806 | 1821 | 1831 | 1836 | 1841 | 1846 | 1851 |
| ---- | ---- | ---- | ---- | ---- | ---- | ---- | ---- | ---- |
| 725  | 753  | 793  | 776  | 755  | 793  | 847  | 884  | 910  |

| 1856 | 1861 | 1866 | 1872 | 1876 | 1881 | 1886 | 1891 | 1896 |
| ---- | ---- | ---- | ---- | ---- | ---- | ---- | ---- | ---- |
| 952  | 942  | 963  | 906  | 908  | 955  | 917  | 921  | 867  |

| 1901 | 1906 | 1911 | 1921 | 1926 | 1931 | 1936 | 1946 | 1954 |
| ---- | ---- | ---- | ---- | ---- | ---- | ---- | ---- | ---- |
| 848  | 852  | 822  | 743  | 724  | 763  | 760  | 744  | 763  |

| 1962 | 1968 | 1975  | 1982  | 1990  | 1999  | 2004  | 2006  | 2009  |
| ---- | ---- | ----- | ----- | ----- | ----- | ----- | ----- | ----- |
| 830  | 966  | 2 100 | 3 215 | 4 661 | 4 831 | 4 849 | 4 981 | 5 294 |

| 2014  | 2019  | 2022  | - | - | - | - | - | - |
| ----- | ----- | ----- | - | - | - | - | - | - |
| 6 828 | 7 083 | 7 173 | - | - | - | - | - | - |

### Sports

#### Rugby
Rugby à XV : Athlétique Rugby Club de Chauray créé en 1980 et ouvert à toutes les catégories d'âge à partir de 6 ans. L'association Tony Sabourin Talon d'Or a été créée en 2007 pour subvenir aux grands blessés du rugby et sensibiliser les jeunes aux risques de ce sport.

#### Basket-ball
Basket-ball : Basket Club Chauray créé au début des années 80 et ouvert à toutes les catégories d'âge à partir de 5 ans. Avec près de 300 licenciés, le BC Chauray représentait en 2012 le plus gros club de Poitou-Charentes. Également en 2012, le club a reçu des mains de la FFBB le label « École Française de mini-basket ».
Depuis la saison 2019-2020, l'équipe fanion féminine évolue dans le Championnat de Nationale Féminine 3 (NF3) de la Fédération française de basket-ball et a compté dans ses rangs l'ancienne internationale Émilie Gomis.

### Médias

#### Presse locale
Les deux quotidiens régionaux Le Courrier de l'Ouest et La Nouvelle République du Centre-Ouest ont chacun une édition deux-sévrienne avec des pages locales.

#### Télévision
La chaîne locale publique France 3 Poitou-Charentes est recevable à Chauray via les sites TDF de la Brousse à Maisonnay.

#### Radios locales
Les radios associatives (catégorie A) :
- RCF Poitou sur 89.3 FM, il s'agit de la radio locale chrétienne basée à Poitiers. Elle adhère au réseau RCF ;
- Radio D4B sur 101.4 FM. Cette radio associative provient de Melle mais possède un studio niortais avec l'aide de la CAMJI.

Les radios commerciales (catégorie B) :
- Alouette sur 91.6 FM. Il s'agit d'une radio inter-régionale dont les studios se trouvent en Vendée, aux Herbiers. Elle bénéficie d'une large couverture allant d'une partie de la Bretagne au Limousin ;
- Forum sur 92.1 FM. Cette radio régionale, situé à Orléans et appartenant au groupe 1981, émet des Pays de la Loire au Centre ;
- Collines la radio, sur 104.2 FM. C'est la radio commerciale des Deux-Sèvres qui est arrivée à Niort en 2011 pour remplacer Radio Classique. Elle est basée à Cerizay et retransmet notamment les matchs des Chamois niortais.

Les radios nationales avec décrochages locaux (catégorie C) :
- RTL2 Niort sur 87.6 FM. Elle commence à émettre en 1998 ;
- NRJ Niort sur 100.4 FM. La station est arrivée à Niort en 1991. Aujourd'hui, elle propose des informations le matin toutes les demi-heures entre 6 h et 9 h et un programme local de 15 h à 19 h.

Les radios nationales sans décrochages locaux (catégorie D) :
- Fun Radio sur 93.4 FM ;
- Nostalgie sur 95.0 FM ;
- Virgin Radio sur 95.6 FM. Elle proposait un décrochage local sur le niortais et Saint-Maixent-l'École avant de fermer ses studios, faute de rentabilité ;
- Skyrock sur 98.2 FM ;
- M Radio sur 102.5 FM ;
- Rire et Chansons sur 103.2 FM ;
- RFM sur 103.7 FM.

Les radios généralistes (catégorie E) :
- RTL sur 106.0 FM ;
- Europe 1 sur 106.8 FM ;
- RMC sur 105.1 FM.

Les radios publiques entendues à Chauray :
- France Inter sur 99.4 FM ;
- France Musique sur 91.1 FM ;
- France Culture sur 96.4 FM.

- Ces 3 stations émettent depuis le site TDF de la Brousse à Maisonnay.
- France Info sur 105.5 FM ;
- France Bleu Poitou, radio locale publique émettant depuis Poitiers, sur 101.0 FM.

- Ces deux stations émettent depuis le site TDF de l'Usine des Eaux, rue du Vivier à Niort.

## Économie
Chauray est le deuxième pôle économique de la communauté d'agglomération de Niort après Niort. Chauray accueille un nombre important d’enseignes commerciales autour du Centre Commercial Niort Est, de sociétés de prestations de services, mais également des entreprises d’envergure nationale, comme MAAF Assurances et ses filiales (sièges sociaux), Floa Bank, Darva, Manutan, Camif dont la commune abrite toujours le siège social, Téléperformance ou encore Safran (Conception de cœurs électriques pour l'aéronautique).
Réputée pour son cadre de vie et son dynamisme économique Chauray figure parmi les communes françaises les plus prisées.

## Culture locale et patrimoine

### Lieux et monuments

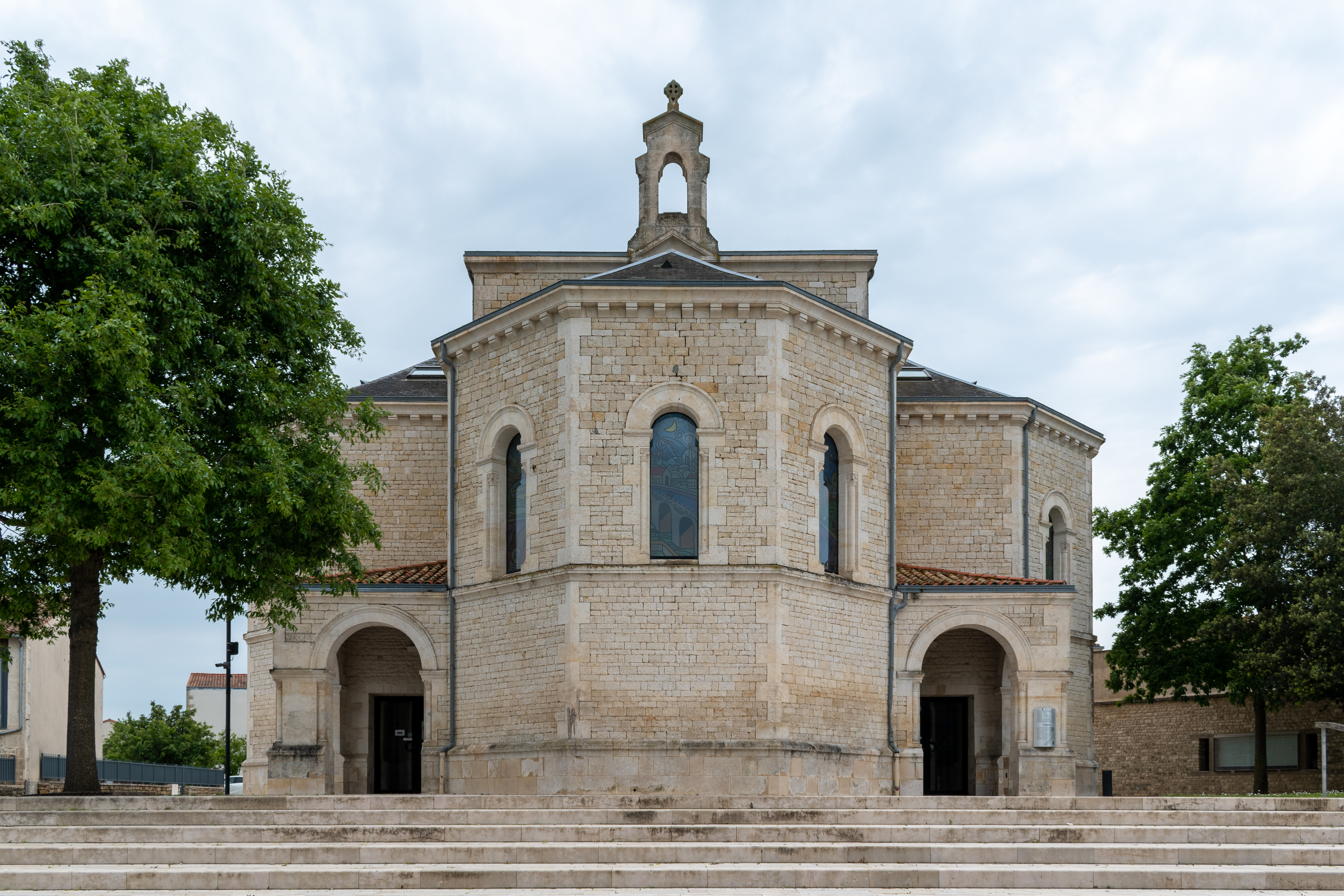
Le temple, centre culturel de Chauray.

- Le temple fut construit en 1854 sur l’emplacement du cimetière réservé aux protestants. En 1990, le culte ayant cessé d'y être célébré depuis 20 ans, le temple a été restauré pour y accueillir des expositions et des concerts tout au long de l'année ;
- l'église Saint-Pierre date du XIIe siècle pour ses parties les plus anciennes : l’abside et la porte principale. Le reste de l’édifice est du XIXe siècle pour l'essentiel. L'édifice a été inscrit au titre des monuments historiques en 1991[29].

Vendue comme bien national en 1793, l'église resta à l'abandon jusqu’à sa donation à la commune en 1843. Après les réparations indispensables, le culte y fut rétabli en 1846. L'aspect actuel de l'église résulte de travaux exécutés en 1882. Sa récente restauration, en 1992, ne l'a pas modifié fondamentalement. Toutefois, les ardoises du toit ont été remplacées par des tuiles plates et le dallage du sol a été rabaissé, proche de son niveau d'origine, pour laisser apparaître la base des colonnes de l'abside.

## Entreprise du patrimoine vivant
L'entreprise de maroquinerie Laurige Duron, de Chauray, s'est vu décerner le label Entreprise du Patrimoine Vivant et a notamment fourni les mallettes des députés de l'Assemblée nationale (France) et les sous-main de la Maison Blanche.

### Héraldique
| Blason | Blasonnement : D'argent à trois étoiles de gueules au vol de sable posé en abime. |

Les armoiries de la commune sont celles de Jacques Chalmot seigneur des Deffends, qui, ayant embrassé la religion réformée, dut émigrer en Allemagne.